# Notiobiella spinosa
Notiobiella spinosa là một loài côn trùng trong họ Hemerobiidae thuộc bộ Neuroptera. Loài này được Monserrat & Penny miêu tả năm 1983.